# Gusto (album)
Gusto è il settimo album in studio della band californiana Guttermouth, pubblicato nel 2002.
L'album ha sonorità differenti dal precedente Covered with Ants, in quanto denota diverse influenze da altri stili musicali, come il pop. Questo cambiamento è dovuto anche all'uscita dal gruppo del cofondatore James Nunn. Comunque, l'album è stato poco considerato dalla critica e la band stessa lo definisce come un esperimento fallito.

## Tracce
Tutte le canzoni sono scritte dai Guttermouth
1. Camp Fire Girl #62
2. Scholarship in Punk
3. Gusto
4. Vacation
5. Contagious
6. Pee in the Shower
7. Walk of Shame
8. My Town
9. Contribution
10. Foot-Long
11. Looking Out for #1
12. Twins
13. My Girlfriend
14. Lemon Water

## Formazione
- Mark Adkins - voce
- Scott Sheldon - chitarra, basso, güiro, contro voci
- Eric "Derek" Davis - chitarra, basso, tastiere, voce
- Hedge - basso (tracce 1, 2, 5, 6 & 11)
- Tyrone "Ty" Smith - batteria
- Eric Mayron - voce in Lemon Water
- Emily "Agent M" Whitehurst (Tsunami Bomb) - contro voci in My Town e Twins